# Praerhapydionininae
Praerhapydionininae es una subfamilia de foraminíferos bentónicos de la familia Soritidae, de la superfamilia Soritoidea, del suborden Miliolina y del orden Miliolida. Su rango cronoestratigráfico abarca desde el Cenomaniense (Cretácico superior) hasta la Actualidad.

## Clasificación
Praerhapydionininae incluye a los siguientes géneros:
- Cycledomia †
- Edomia †
- Globoreticulina †
- Lamarmorella †
- Murgella †
- Praerhapydionina †
- Pseudorhapydionina †
- Pseudorhipidionina †
- Scandonea †
- Taberina †

Otros géneros considerados en Praerhapydionininae son:
- Mandanella †, de posición taxonómica incierta
- Ouladnailla †, aceptado como Pseudorhapydionina